# Tephrosia saxicola
Tephrosia saxicola är en ärtväxtart som beskrevs av C.E.Wood. Tephrosia saxicola ingår i släktet Tephrosia och familjen ärtväxter. Inga underarter finns listade i Catalogue of Life.